# Milo Đukanović
Milo Đukanović (Nikšić, Crna Gora, 15. veljače 1962.), crnogorski političar. Četiri puta je bio predsjednik Vlade Republike Crne Gore (1991. – 1998.; 2003. – 2006.; 2008. – 2010.; 2012. – 2016.) i dva puta predsjednik Republike Crne Gore (1998. – 2002.; 2018. – 2023.).

## Mladost i rana karijera
Kao sin suca u mladosti, dobro je napredovao kroz hijerarhiju Komunističke partije. Završio je srednju Ekonomsku školu u Podgorici, gdje je diplomirao na Ekonomskom fakultetu – Sveučilište Crne Gore. Godine 1979. postao je član Centralnog komiteta Saveza komunista Jugoslavije. Uz pomoć Miloševića s 29 godina (1991.) postao je najmlađi premijer u Europi, a mnogi su se pitali je li dorastao toj funkciji. Đukanović se pokazao vještim u vođenju raznovrsnih crnogorskih državnih poslova. Krajem 1996. i početkom 1997. godine stupio je u otvoren sukob sa Slobodanom Miloševićem i njegovim režimom u Beogradu, čiju je politiku javno nazvao pogubnom, a Miloševića čovjekom prošlosti. Zbog toga je došlo do sukoba u vladajućoj Demokratskoj partiji socijalista Crne Gore, u kojoj je bio na dužnosti potpredsjednika. Predsjednik Republike Crne Gore, i predsjednik Demokratske partije socijalista u to vrijeme bio je Momir Bulatović, koji se sa svojim pristalicama svrstao uz Slobodana Miloševića. Na predsjedničkim izborima listopada 1997. godine pobijedio je Momira Bulatovića kao protivkandidata tijesnom većinom.
Značajan, progresivni dio DPS-a, opozicijske stranke građanske provinijencije, inteligencija i demokratska javnost Crne Gore, podržale su njegovu pro-europsku reformsku politiku. Prvi put poslije 30 godina, izgubio je na parlamentarnim izborima 30. kolovoza 2020.

## Suprotstavljanje Miloševiću
Usprkos žestokim političkim, propagandnim, gospodarskim i vojnim pritiscima Miloševićevog režima, posebno u vrijeme NATO kampanje 1999. godine, državna politika koju je personificirao Đukanović, pobjeđivala je na svim lokalnim i parlamentarnim izborima u Crnoj Gori. U to vrijeme bila je ugrožena sigurnost Crne Gore, kao i njegova osobna sigurnost. Bez obzira na sve pritiske, izazove i rizike, dosljedno je ostao na reformskom demokratskom pravcu, otvoreno se povezao s vođama demokratske oporbe Srbije, koju je javno podržavao i pomagao sve vrijeme, što je značajno doprinijelo Miloševićevoj smjeni u listopadu 2000. godine.
Na parlamentarnim izborima održanim listopada 2002. godine lista “Demokratska koalicija za europsku Crnu Goru – Milo Đukanović” osvojila je uvjerljivu pobjedu. Na prijedlog Demokratske partije socijalista i Socijaldemokratske partije Đukanoviću je povjeren mandat za sastav nove Vlade, koja je izabrana u Parlamentu 08. siječnja 2003. godine, nakon što se povukao s funkcije predsjednika Republike. Vlada Crne Gore usvojila je sredinom ožujka 2003. godine program četvorogodišnjeg rada, čiju okosnicu čini Agenda gospodarskih reformi, Strategija upravne reforme Crne Gore i Strateški plan reforme obrazovanja.

## Privatni život
Đukanović je oženjen suprugom Lidijom (rođena Kuč) i otac je jednog djeteta, sina Blaža.

## Vanjske poveznice
- Građanski apel

### Ostali projekti
|  | Zajednički poslužitelj ima stranicu o temi Milo Đukanović |